# Sénat de Messénie
Le Sénat de Messénie, en grec moderne : Μεσσηνιακή Σύγκλητος / Messiniakí Sýnglitos, est le premier gouvernement de la Révolution grecque. Il constitue le premier pas vers la création du Sénat du Péloponnèse. 

## Histoire
Le Sénat de Messénie est formé à Kalamata le 25 mars 1821, après la libération de la ville. Lors de sa séance inaugurale, Pétros Mavromichális est élu président de l'exécutif. Trois jours plus tard, le Sénat publie un manifeste adressé à l'Europe, « le premier briefing » (« avertissement », comme le qualifient ses rédacteurs) « officiel des gouvernements européens et de l'opinion publique européenne sur la déclaration de guerre des Grecs à la Turquie ». Dans les mois qui suivent, le Manifeste (probablement écrit par Adamántios Koraïs) est remis aux consulats européens à Patras et est publié dans des journaux italiens, français, anglais, allemands et américains. Le Sénat de Messénie est dissous après la formation du Sénat du Péloponnèse, en mai 1821.

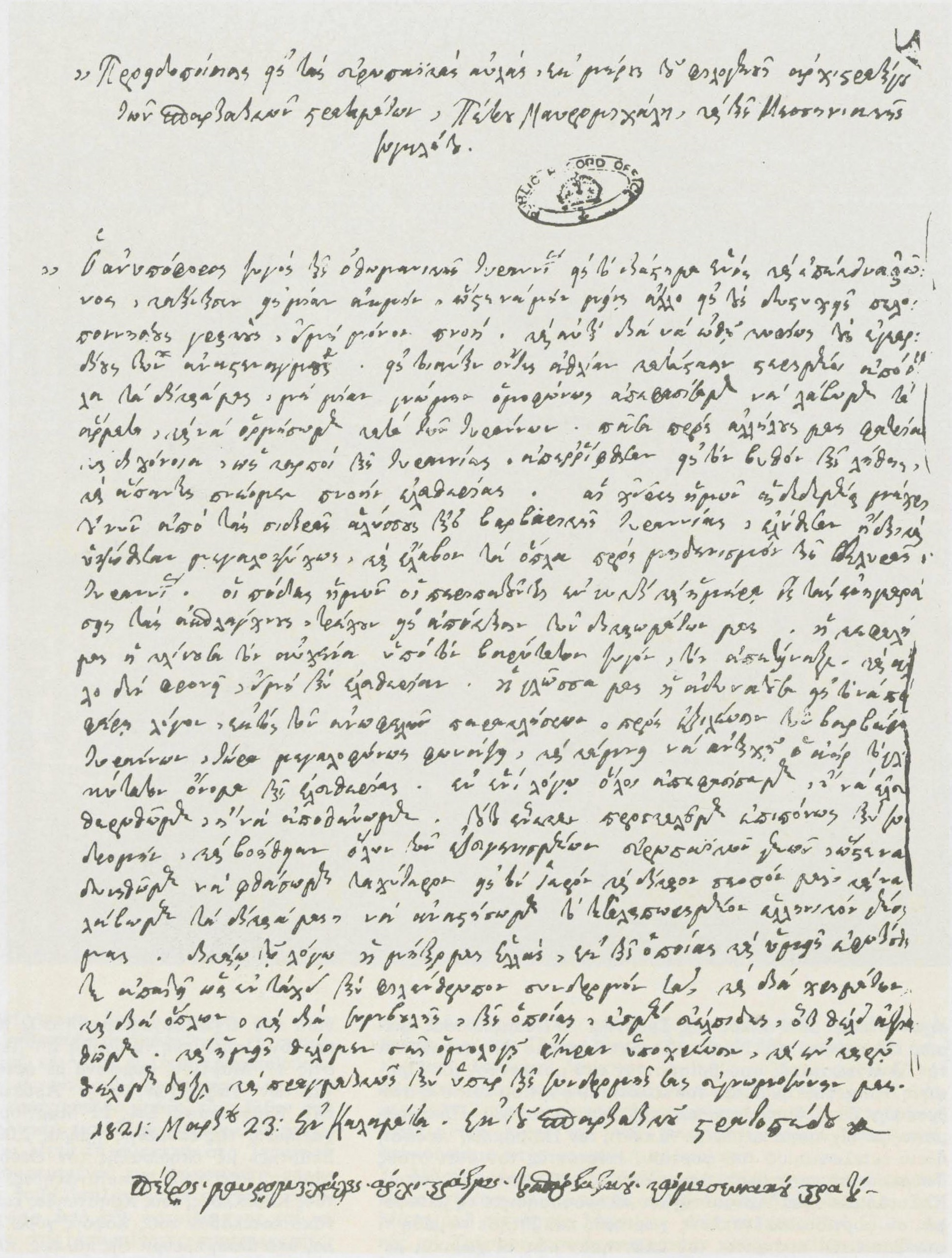
Le manifeste adressé à l'Europe.